# Fagertjärnen, Härjedalen
Fagertjärnen är en sjö i Härjedalens kommun i Härjedalen och ingår i Ljusnans huvudavrinningsområde.